# جغرافیای جمهوری دومینیکن

موقعیت جمهوری دومینیکن در آمریکای شمالی.

موقعیت جمهوری دومینیکن در منطقه کارائیب.

جمهوری دومینیکن دومین کشور بزرگ در دریای کارائیب است. این کشور به گروه آنتیل بزرگ تعلق دارد و در شمال اقیانوس اطلس و در جنوب دریای کارائیب واقع شده‌است. جمهوری دومینیکن ماند بقیه جزایر کارائیب جزوی از قاره آمریکای شمالی به‌شمار می‌آید.
جزیره هیسپانیولا بین پورتوریکو و کوبا جای گرفته و در این جزیره دو کشور وجود دارد: جمهوری دومینیکن (دو سوم شرقی جزیره هیسپانیولا) و هائیتی (شامل یک سوم غربی جزیره هیسپانیولا)
جمهوری دومینیکن از شمال با اقیانوس اطلس، از جنوب با دریای کارائیب، و از شرق با گذرگاه مونا، که هیسپانیولا را از پورتوریکو جدا می‌کند همسایه است. این کشور در غرب نیز تنها با جمهوری هائیتی مرز زمینی دارد. مساحت جمهوری دومینیکن ۴۸۶۷۰ کیلومتر مربع است. این کشور با ۱۲۸۸ کیلومتر خط ساحلی، حدود ۳۸۶ کیلومتر از شرق به غرب امتداد دارد و حداکثر عرض شمالی به جنوبی آن حدود ۲۷۳ کیلومتر است.
جمهوری دومینیکن به دلیل وسعت خود از نظر جغرافیایی متنوع است و دارای سواحل وسیعی از ماسه‌های سفید، جنگل‌های همیشه‌سبز در ارتفاعات، دره‌های حاصلخیز و حتی مناطق بیابانی تپه‌ای است. از منابع معدنی آن می‌توان به نیکل، بوکسیت، طلا و نقره اشاره کرد.
این کشور به ۳۱ استان و یک ناحیه پایتختی تقسیم شده‌است که سانتو دومینگو، پایتخت کشور، در آن قرار دارد. شهرهای مهم دیگر سانتیاگو، سان پدرو د ماکوریس، لا رومانا، پورتو پلاتا، باراونا، لا وگا، سانفرانسیسکو د ماکوریس و هیگوی هستند. بنادر دریایی آن نیز سان پدرو د ماکوریس، پوئرتو پلاتا، مانزانیلو، لا رومانا، باراهونا و سانتو دومنیگو هستند. شبه‌جزیره کائوسدو، در نزدیکی سانتو دومینگو، محل یک مرکز جدید پایانه کانتینری است. این کشور دارای هفت فرودگاه بین‌المللی و سه فرودگاه برای پروازهای داخلی است.

## ناهمواری‌ها

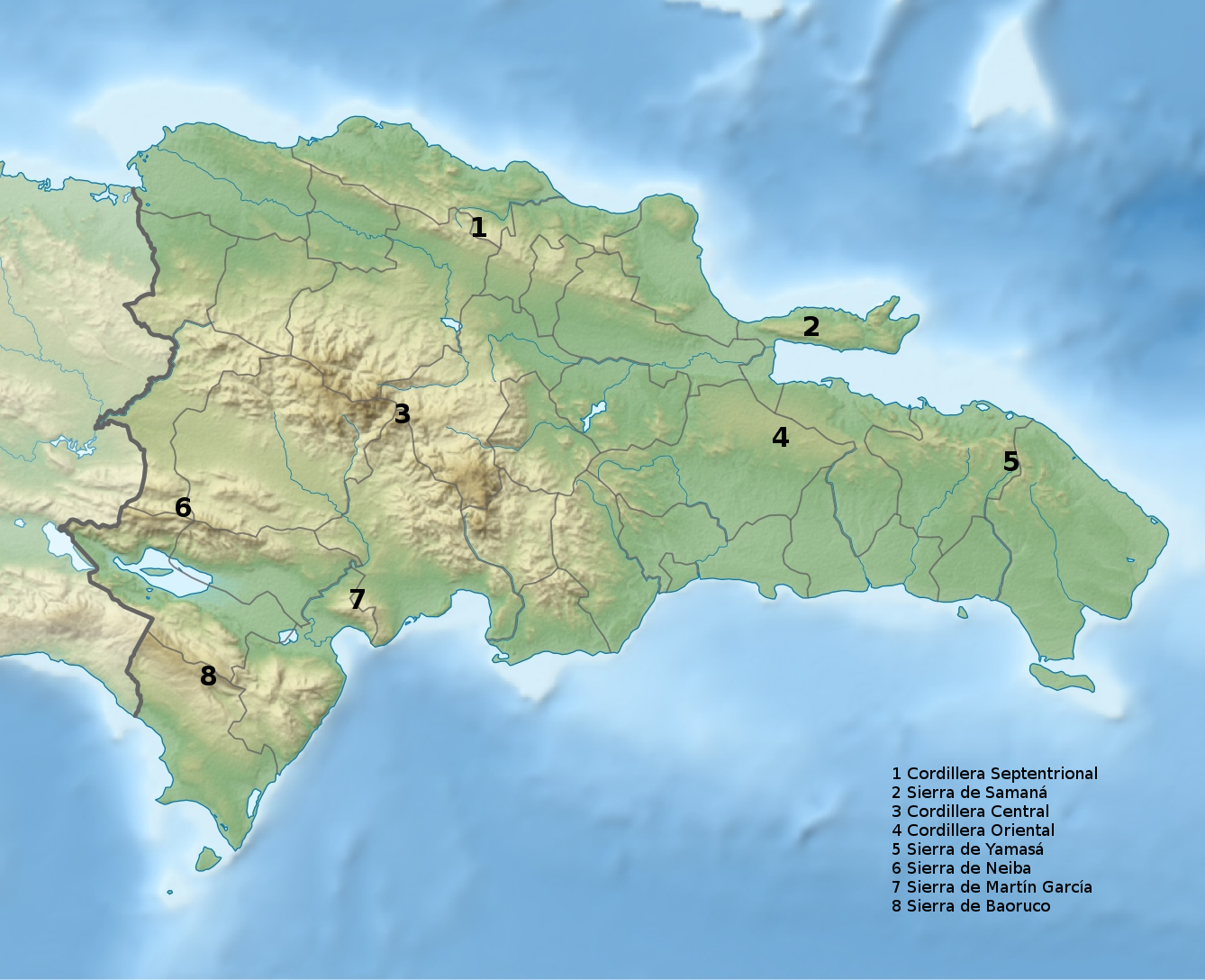
۱- رشته‌کوه سپتنتریونال (شمالی) ۲- سیرا د سامانا ۳-رشته‌کوه سنترال (مرکزی) ۴- رشته‌کوه اورینتال (خاوری) ۵- سیرا د یاماسا ۶- سیرا د نیبا ۷- سیرا د مارتین گارسیا ۸- سیرا بائوروکو.

بسیاری از زمین‌های کشور ناهموار است. در جمهوری دومینیکن هشت رشته‌کوه (کوردیه‌را) وجود دارد به نام‌های سپتنتریونال (شمالی)، سامانا، سنترال (مرکزی)، اورینتال (خاوری)، یاماسا، نیبا، مارتین گارسیا، و بائوروکو. چهار رشته‌کوه تقریباً موازی کشور را از شمال باختری به جنوب خاوری طی می‌کنند. رشته‌کوه سنترال بزرگترین رشته‌کوه است که از شمال غرب سانتو دومینگو تا هائیتی امتداد دارد و کشور را به قسمت‌های تقریباً مساوی تقسیم می‌کند. بلندترین قله آن قله دوارته ۳۱۷۵ متر ارتفاع دارد. این مرتفع‌ترین نقطه در دریای کارائیب و اغلب در زمستان پوشیده از برف است. منطقه رشته‌کوه سنترال نسبتاً کم‌جمعیت است، با این حال روستاهای بزرگی در دره‌های آن وجود دارد، مانند کنستانزا با کشاورزی و باغبانی فراوان و واله نوئوو.
در امتداد ساحل شمالی رشته‌کوه سپتنتریونال قرار دارد در آن قهوه، کاکائو و آووکادو عمل می‌آید. در جنوبِ رشته‌کوه سنترال رشته‌های سیرا د نیبا و سیرا د بائوروکو قرار دارند. بین این دو رشته‌کوه هم دریاچه انریکیو، بزرگترین دریاچه طبیعی کشور، با کمترین ارتفاع در جزایر کارائیب قرار دارد. انریکیو تنها دریاچه آب نمک در جهان است که در آن تمساح زندگی می‌کند. بلندترین قله سیرا ده بائوروکو، لوما دل تورو نام دارد. قله آکوآکاته در سمت شمال این رشته‌کوه غنی از نمک است و در سمت جنوب بوکسیت استخراج می‌شود. سیرا د سامانا، سنگ مرمر فراوانی دارد. در رشته‌کوه خاوری قهوه زیادی کشت می‌شود.
بزرگترین و حاصلخیزترین دره جمهوری دومینیکن، سیبائو، در بخش مرکزی شمال کشور جای گرفته و ۱۹۰۵۸٫۶۲ کیلومتر مربع مساحت دارد. در تمام رشته‌کوه‌های این کشور درختان اکالیپتوس زیادی کشت می‌شود. منظور از این کار تولید زغال‌سنگ تجاری برای جبران قطع درختان و آتش‌سوزی‌های بزرگ‌سال ۲۰۰۴ است که در کوه‌ها رخ داد.

## رودها
جریان رودخانه‌های دومینیکن با فصل متفاوت است و فقط برای مسافت‌های کوتاه در دهانه‌شان قابل کشتی‌رانی هستند. کاربرد اصلی آنها برای آبیاری و تولید نیروی برق‌آبی است. رودهای اصلی جمهوری دومینیکن عبارتند از: اوزاما، یاکه شمالی، یاکه جنوبی، لا ایزابلا، هیگوامو و سوکو.
۸ رودخانه طولانی جمهوری دومینیکن عبارتند از:
1. یاکه شمالی. این رودخانه با ۲۹۶ کیلومتر طول، طولانی‌ترین رودخانه جمهوری دومینیکن است. منابع آن در رشته‌کوه سنترال است و به اقیانوس اطلس می‌ریزد. حوزه آبخیز آن ۷۰۴۴ کیلومتر مربع مساحت دارد.
2. یونا. طول آن ۱۸۵ کیلومتر است. سرچشمه آن در کوردیلرا مرکزی است و به سمت شرق به خلیج سامانا می‌ریزد. حوزه آبخیز آن ۵۴۹۸ کیلومتر مربع مساحت دارد.
3. یاکه جنوبی. طول آن ۱۸۳ کیلومتر است و سرچشمه‌های آن در رشته‌کوه سنترال است. به سمت جنوب به دریای کارائیب می‌ریزد. حوزه آبخیز آن ۴۹۷۲ کیلومتر مربع مساحت دارد.
4. اوزاما. طول آن ۱۴۸ کیلومتر است. منابع آن در سیرا د یاماسا (شاخه‌ای از رشته‌کوه سنترال) است. به دریای کارائیب می‌ریزد. حوزه آبخیز آن ۲۶۸۵ کیلومتر مربع مساحت دارد.
5. کامو. ۱۳۷ کیلومتر طول دارد. سرچشمه آن در رشته‌کوه سنترال است و به رودخانه یونا می‌ریزد. حوزه آبخیز آن ۲۶۵۵ کیلومتر مربع است.
6. نزائو ۱۳۳ کیلومتر طول دارد. سرچشمه آن در رشته‌کوه سنترال است و به سمت جنوب به دریای کارائیب می‌ریزد. حوزه آبخیز آن ۹۷۴ کیلومتر مربع مساحت دارد.
7. سن خوان. ۱۲۱ کیلومتر طول دارد. سرچشمه آن در رشته‌کوه سنترال است و به سمت جنوب به رودخانه یاکه جنوبی می‌ریزد. حوزه آبخیز آن ۲۰۰۵ کیلومتر مربع مساحت دارد.
8. مائو طول آن ۱۰۵ کیلومتر است. سرچشمه آن در رشته‌کوه سنترال است و به سمت شمال به رودخانه یاکه شمالی می‌ریزد. حوزه آبخیز آن ۸۶۴ کیلومتر مربع وسعت دارد.

رودخانه آرتیبونیت طولانی‌ترین رودخانه جزیره است، اما تنها ۶۸ کیلومتر آن از جمهوری دومینیکن می‌گذرد.

## آب و هوا

نواحی آب و هوایی جمهوری دومینیکن

با وجود قرار داشتن در ناحیه استوایی، جمهوری دومینیکن دارای آب و هوای نیمه‌گرمسیری با میانگین دمای سالانه ۲۶ درجه سانتی‌گراد است. وجود ارتفاعات در بسیاری از مناطق و وزش پیوسته بادهای بسامان (تجاری) از شمال خاوری یعنی از سوی اقیانوس اطلس به تعدیل دمای کشور منجر شده‌است. میانگین دمای منطقه‌ای از ۲۱ درجه سانتی‌گراد) در مرکز رشته‌کوه سنترال تا ۲۸ درجه سانتی‌گراد در دشت‌های ساحلی متغیر است. دما به ندرت از ۳۲ درجه سانتی‌گراد بالاتر می‌رود و دماهای زیر صفر در این کشور ناشناخته است.
فصل بارانی از ماه مه تا نوامبر است که بیشترین بارندگی طی آن در نواحی شمالی و کمتر در جنوب غربی رخ می‌دهد. فصل طوفانی از ژوئن تا نوامبر ادامه دارد و اوت و سپتامبر ماه‌های اوج آن هستند. بیشترین بارندگی در شمال شرقی کوهستانی (سمت بادگیر جزیره) رخ می‌دهد، جایی که میانگین بارندگی سالانه بیش از ۱۰۰ اینچ (۲۵۴۰ میلی‌متر) است. بادهای بسامان هنگام گذر از روی کشور، رطوبت خود را در دامنه‌های کوه‌های دومینیکن از دست می‌دهند، به طوری که دره‌های غربی و جنوب غربی دورتر، در امتداد مرز هائیتی، نسبتاً خشک می‌مانند و بارندگی سالانه آنها از ۳۰ اینچ (۷۶۰ میلی‌متر) هم کمتر است. منتهی الیه شمال غربی و جنوب شرقی کشور نیز خشک است.
جمهوری دومینیکن گهگاه توسط طوفان‌ها و توفندهای استوایی که از اوت تا اکتبر هر سال در میانه اقیانوس اطلس و جنوب شرقی کارائیب سرچشمه می‌گیرد، آسیب می‌بیند. طوفان‌های سال‌های ۱۹۳۰، ۱۹۵۴، ۱۹۷۹ و ۱۹۹۸ در این کشور ویرانگر بودند.